# Suhpalacsa formosanus
Suhpalacsa formosanus är en insektsart som beskrevs av Okamoto 1909. Suhpalacsa formosanus ingår i släktet Suhpalacsa och familjen fjärilsländor. Inga underarter finns listade i Catalogue of Life.